# Yu-Gi-Oh! L'Aube de la destinée
Yu-Gi-Oh! L'Aube de la destinée est un jeu vidéo de type TCG développé par KCEJ et édité par Konami, sorti en 2004 sur Xbox. Il est inspiré du jeu de cartes à collectionner Yu-Gi-Oh! Jeu de cartes à jouer.

## Système de jeu
Le jeu met en scène des duels de cartes contre de nombreux duellistes avec plus de mille cartes différentes. Lorsque deux monstres s'affrontent durant ces batailles, le combat est visualisé en 3D.

## Développement
Le 9 janvier 2004, Konami Digital Entertainment annonce le développement de trois jeux Yu-Gi-Oh! : Yu-Gi-Oh! World Championship Tournament 2004 pour Game Boy Advance, Yu-Gi-Oh! Xbox pour la Xbox, et Yu-Gi-Oh! Power of Chaos: Kaiba the Revenge pour PC, les trois jeux étant attendus au printemps 2004. Mille cartes étaient prévues, dont des cartes exclusives qui n'étaient jamais apparues avant.

## Accueil
- IGN : 5/10[2]
- Jeuxvideo.com : 10/20[3]
- Joypad : 5/10[4]